# ابراهیم بیوض
ابراهیم بَیّوض (۲۱ آوریل ۱۸۹۹–۱۴ ژانویه ۱۹۸۱) فقیه اباضی، اندیشمند و کنشگر سیاسی الجزایری در سدهٔ بیستم میلادی/چهاردهم هجری بود. او با استعمار فرانسه بر الجزایر مبارزه کرد و سپس دانشسرای آموزش متوسطه را بنیان‌گذاری نمود. فی رحاب القرآن، المجتمع المسجدی، أعمالی فی الثورة، و حدیث الشیخ الإمام از آثار اوست.